# Scotland (Texas)
Scotland es una ciudad ubicada en el condado de Archer en el estado estadounidense de Texas. En el Censo de 2010 tenía una población de 501 habitantes y una densidad poblacional de 24,11 personas por km².

## Geografía
Scotland se encuentra ubicada en las coordenadas 33°38′50″N 98°28′8″O / 33.64722, -98.46889. Según la Oficina del Censo de los Estados Unidos, Scotland tiene una superficie total de 20.78 km², de la cual 20.44 km² corresponden a tierra firme y (1.63%) 0.34 km² es agua.

## Demografía
Según el censo de 2010, había 501 personas residiendo en Scotland. La densidad de población era de 24,11 hab./km². De los 501 habitantes, Scotland estaba compuesto por el 81.04% blancos, el 0% eran afroamericanos, el 0.8% eran amerindios, el 0% eran asiáticos, el 0% eran isleños del Pacífico, el 18.16% eran de otras razas y el 0% pertenecían a dos o más razas. Del total de la población el 25.95% eran hispanos o latinos de cualquier raza.